# کنفرانس آسیای شرقی بزرگ

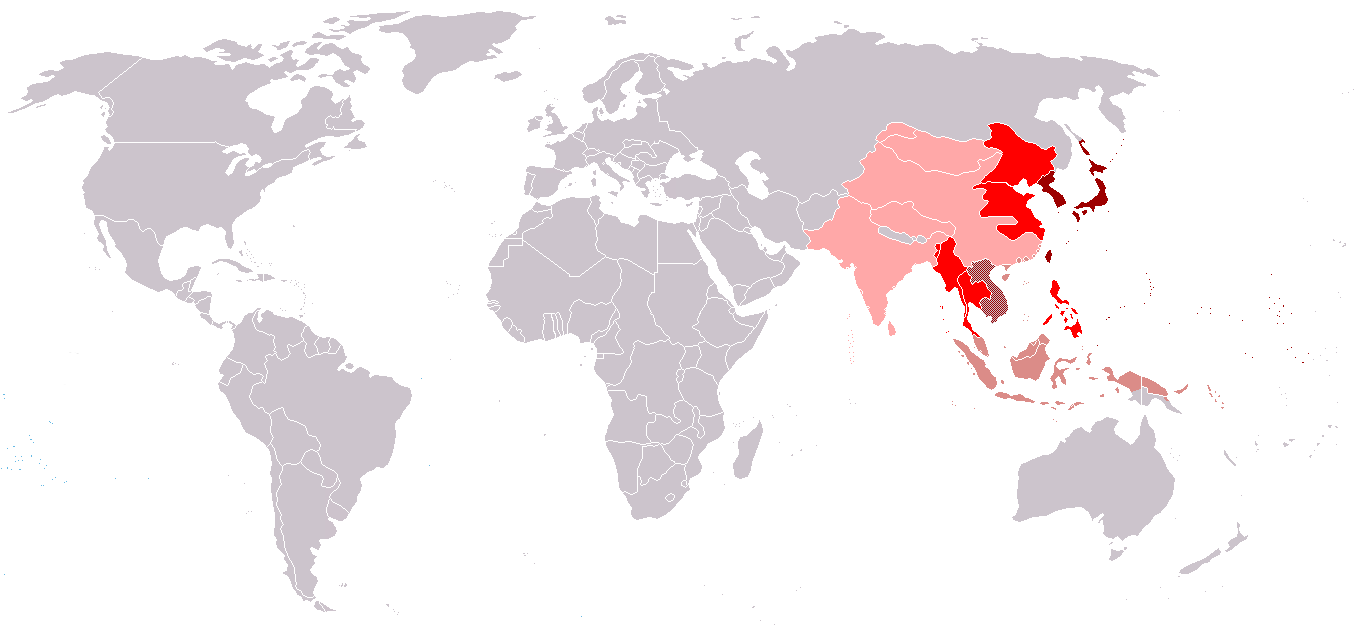
کشورهای عضو کنفرانس بزرگ آسیای شرقی : مستعمره ژاپن :سرزمین‌های دیگر اشغال شده توسط ژاپن : مناطق مورد اختلاف و ادعای ژاپن

کنفرانس آسیای شرقی بزرگ یا کنفرانس توکیو (به ژاپنی: 大東亞會議, Dai Tōa Kaigi)، یک اجلاس بین‌المللی بود که از ۵ تا ۶ نوامبر ۱۹۴۳ در توکیو برگزار شد. در این اجلاس امپراتوری ژاپن میزبان سیاستمداران برجسته اعضای مختلف عضو حوزه رفاه مشترک آسیای شرقی بزرگ بود.